# اونیشی تاکیجیرو
تاکیجیرو اونیشی (انگلیسی: Takijirō Ōnishi؛ زاده ۲ ژوئن ۱۸۹۱ درگذشته ۱۶ اوت ۱۹۴۵) یک فرد نظامی اهل ژاپن بود.